# NGC 398
NGC 398 è una galassia lenticolare situata nella costellazione dei Pesci, a una distanza di circa 229 milioni di anni luce dalla nostra Via Lattea.

## Scoperta
La galassia è stata scoperta il 28 ottobre 1886 dall'astronomo francese Guillaume Bigourdan.